# ۷۶۱ (میلادی)
۷۶۱ (میلادی) هفتصد و شصت و یکمین سال تقویم میلادی است.

## زادگان
- امپراتور شونزونگ از دودمان تانگ چین.

## درگذشتگان
- کانا سوبیگی وینِخ، پادشاه بلغار.
- وانگ وی، پادشاه دودمان تانگ.
- اسپهبد خورشید، اسپهبد دودمان گاوبارگان طبرستان.

‎